# Canicule européenne de 2019
Pour les articles homonymes, voir Canicule en Europe.
La canicule européenne de 2019 est une série de périodes de chaleur estivales inhabituelle qui affecte l'Europe à partir de la fin juin 2019,. Elle est rapidement suivie fin juillet par une seconde canicule, de plus courte durée mais d’intensité similaire. Elle survient seulement onze mois après la canicule de juillet-août 2018, qui a été particulièrement longue, et a fait tomber certains records de maximum de température de celle de 2003.
D'après deux études publiées fin juillet 2019 dans Nature et dans Nature Geoscience, juin 2019 a été qualifié de « mois de juin le plus chaud jamais enregistré dans le monde », à cette date, en tenant compte de cette canicule et de celle dans le sous-continent indien.
De nombreux records absolus de température sont battus au cours de la canicule de juillet qui se déplace vers le nord. Elle ne dure que quelques jours dans chaque pays mais affecta l'Europe durant 11 jours et rehausse les températures même au Groenland. Cette canicule s'est produite durant le mois de juillet le plus chaud jamais mesuré dans le monde jusqu'alors selon le service européen Copernicus sur le changement climatique et l'Organisation météorologique mondiale. La température planétaire dépassait de 0,04 °C le précédent record de juillet 2016 et de 0,56 °C la moyenne de la période 1981-2000. Elle sera suivie un an plus tard par la canicule de 2020.

## Situation météorologique

### Juin

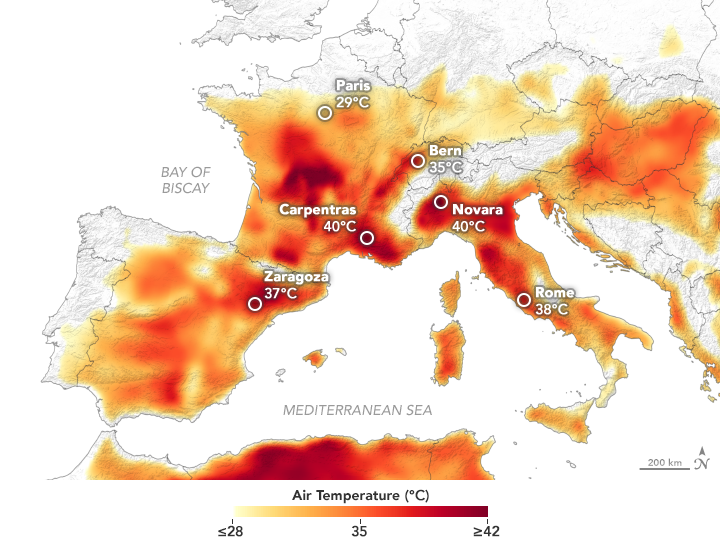
Maxima choisis du 27 juin.

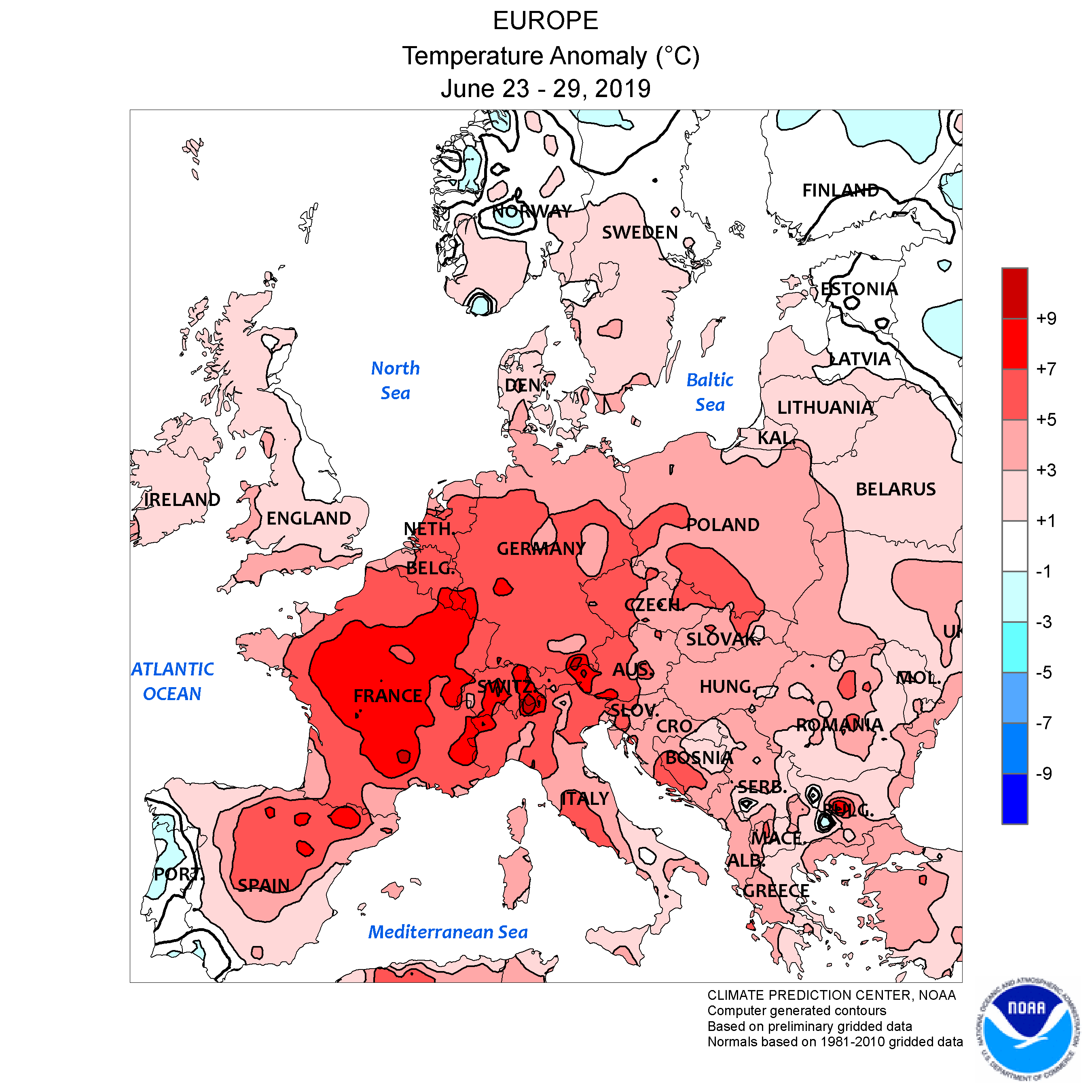
Anomalie de températures du 23 au 29 juin.

Une situation de blocage en Ω se développe avec deux dépressions coupées situées l'une sur l'océan Atlantique et l'autre en Europe de l'Est avec un anticyclone résidant sur l'Europe occidentale,,.
Ainsi, la dépression sur l'océan Atlantique est quasi stationnaire. Par la loi de Buys-Ballot, cela engendre l'advection d'une masse d'air en provenance du Sahara et donc un flux de sud qui gagne le sud-ouest de l'Europe le 23 juin, notamment l'Espagne, où la température est montée jusqu'à 40 °C.
La masse d'air remonte ensuite vers le nord, de la France à la Pologne. Au 25 juin, plusieurs pays européens, dont l'Autriche, la France, l'Italie, la Pologne et la Suisse, émettent des alertes orange (parfois même rouges) notamment dans le sud de la France pour la chaleur. Les services météorologiques et hydrologiques nationaux en Europe collaborent étroitement avec les autorités pour la mise en place de plans d’action contre la chaleur pour protéger des vies.
Le radiosondage de Bordeaux le 27 juin à 1 h locale montre qu'à 850 hPa la température était de 28,8 °C ce qui peut donner des températures au sol de plus de 45 °C avec le réchauffement diurne. Le 28 juin à 11 h UTC le radiosondage de Nîmes-Courbessac montre encore une température de 27,2 °C, permettant un effet de foehn qui élève les températures dans le sud-est de la France à des niveaux records. Ainsi, Keraunos affirme qu'« il en résulte [de la masse d'air très chaude], avec la levée du mistral et de la tramontane, un effet de foehn très marqué engendrant une hausse historique des températures dans le sud-est ». La présence de mistral à Nîmes étant contre-intuitive ce jour-là, est corroborée par les relevés journaliers de Nîmes, qui indiquent un flux de nord assez soutenu de 13 nœuds avec des rafales de 23 nœuds lors du pic de chaleur.
Le 27 juin est la journée la plus chaude enregistrée pour un mois de juin sur la période 1900-2019 en France avec une température moyenne de 27,9 °C (8,6 °C au-dessus de la normale). Les maximums des 26, 27 et 29 juin 2019 atteignent un niveau exceptionnel de chaleur sur une large partie de l'Europe. Elles égalent ou dépassent la valeur de 35 °C. Ces trois après-midis sont les plus chauds, dans certains pays, depuis la canicule d'août 2003.
En France, 60 % des stations de Météo-France battent ou égalent leur record mensuel de chaleur et 23 % des stations atteignent ou dépassent leur record absolu, parfois de très loin.

### Juillet

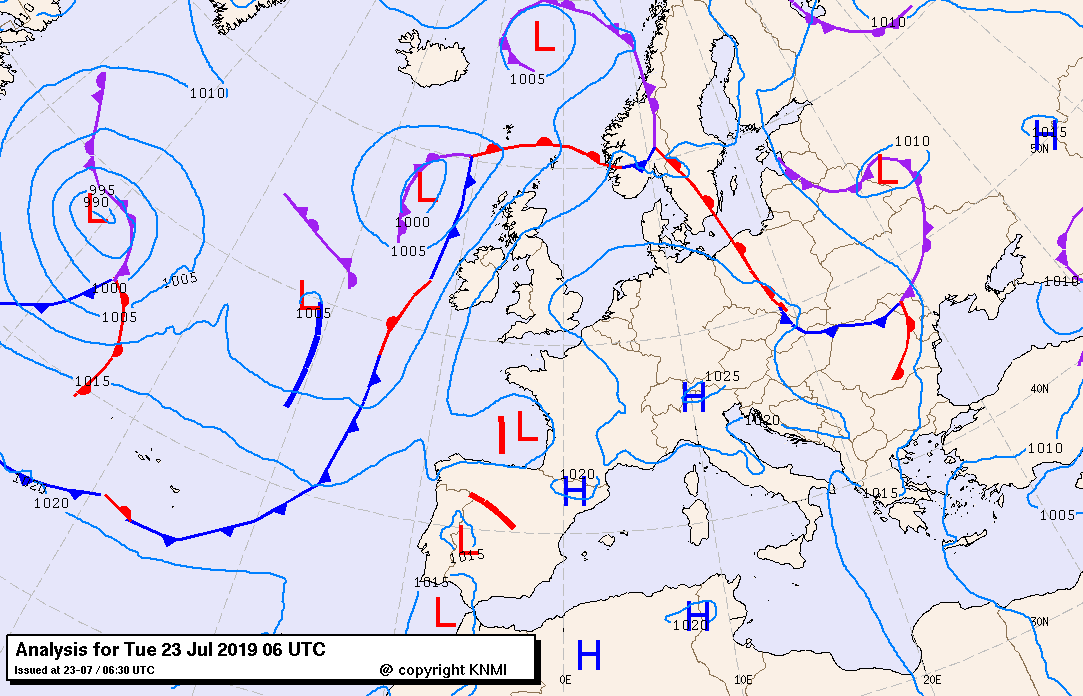
Carte météorologique du 23 juillet.

Pour la deuxième fois en moins d'un mois, une période de canicule touche l'Europe. L'air très chaud vient cette fois-ci de la péninsule ibérique, et non du Sahara, comme ce fut le cas lors de la vague de chaleur de juin.
La canicule en Europe est due à un anticyclone dans un bloc Omega typique qui est venu se positionner sur la France, à l'avant d'un système dépressionnaire sur l'Océan Atlantique (voir la carte météorologique ci-contre). À partir du 22 juillet, c'est au tour des pays plus au nord de l'Europe d'être frappés durement par la canicule. La chaleur va circuler jusqu'au Groenland, où les températures augmentent et font accélérer la fonte des glaces.
Bien que la canicule dure 11 jours sur l'Europe, son centre se déplace et affecte chaque pays un nombre moins élevé de jours. Les plus fortes températures furent notées la semaine du 21 au 27 juillet comme le montre la carte dans la boîte d'introduction. Des records sont battus, aux Pays-Bas, en Belgique, en Allemagne et au Royaume-Uni.

### Europe du Sud

#### Espagne
En Catalogne, un incendie se déclenche le 27 juin dans un élevage industriel de poulets, à proximité du village de La Torre de l'Espanyol, provoqué par la combustion spontanée d'une accumulation de fiente de poule fermentée. La température caniculaire permet à l'incendie de se propager parmi les forêts, les vergers et les vignobles, détruisant au moins 6 500 hectares le jour-même. L'incendie reste hors de contrôle le soir-même, malgré la mobilisation de 350 pompiers, 230 militaires et de 15 unités aériennes.
Alburquerque, dans la province de Badajoz enregistre une température de 44,4 °C le 29 juin. Saragosse, dans la province de l'Aragon enregistre une température de 43,2 °C le 29 juin.
En juillet, les villes les plus touchées sont Madrid et Séville, qui atteignent 39 °C.

#### Italie et Vatican
Du nord de l'Italie jusqu'à Rome — où la température est de 34,3 °C à l'ombre au 26 juin — des températures aussi élevées n'ont pas été enregistrées depuis une centaine d'années. Des salles climatisées sont ouvertes à travers tout le pays, dont 23 dans la ville de Turin.
Une deuxième vague de chaleur frappe l'Italie à partir du 23 juillet. Les villes les plus touchées sont au nord de la péninsule, comme Florence et Turin, où le thermomètre affiche de 36 à 38 °C.

Au Vatican (enclavé dans Rome), le pape François diminue la durée de son audience du mercredi 26 juin d'une heure à trente minutes afin de ne pas prendre de risque, et donne accès à une salle souterraine aux personnes âgées ou fatiguées étant venues y participer.

### Europe de l'Ouest

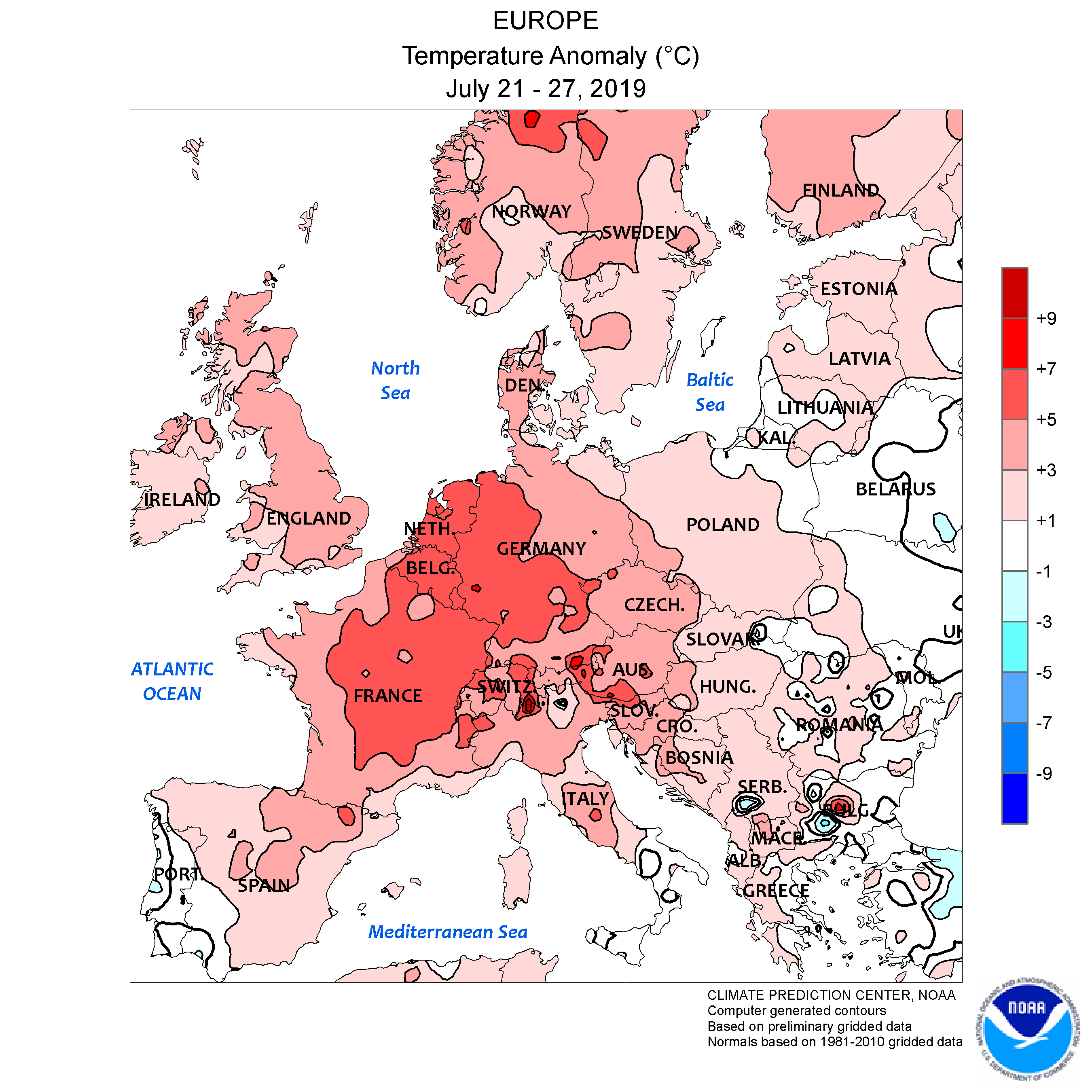
Anomalie de températures durant la semaine du 21 au 27 juillet montrant les zones avec de +5 à +9 degrés en rouge.

#### Allemagne
Le 26 juin, l’Allemagne enregistre des températures supérieures à 32 °C ainsi que de grandes régions du pays dépassant 35 °C. À Berlin-Tempelhof, c'est 37,5 °C qui sont enregistrés et à Brandebourg le mercure atteint 38,6 °C, ce qui dépasse le record précédent de juin de 38,2 °C enregistré à Francfort,,. À l'échelle nationale, la température moyenne jour/nuit pour tout le mois de juin atteint 19,8 °C ce qui en fait le mois de juin le plus chaud en 140 ans.
Le 24 juillet, l’Allemagne a enregistré des températures supérieures à 40 °C, certaines régions dépassant les 35 °C. À Geilenkirchen, le Deutscher Wetterdienst (DWD) a enregistré 40,5 °C, ce qui est un nouveau record de température nationale tous mois confondus (le record précédent étant de 40,3 °C le 5 juillet 2015 à Kitzingen),. Sarrebruck dépasse également les 40 °C, d’après le DWD, la température ayant atteint 40,2 °C. Cependant, le record tient seulement un jour, puisque le 25 juillet, 42,6 °C sont enregistrés à Lingen. Lors de la fin de la canicule, le 26 juillet 2019 au soir, le niveau d'alerte maximal, violet, supérieur au rouge, est déclenché pour orages exceptionnellement violents, dans trois arrondissements du Land de Bade-Wurtemberg qui sont l'arrondissement de Freundenstadt, l'arrondissement de Böblingen et l'arrondissement de Calw.

#### Belgique
Il y a trois jours consécutifs dépassant les 30 °C dont le 25 juin qui est le plus chaud,,. De nombreux endroits dépassent 32 °C et d'autres endroits presque 35 °C.
En juillet, la Belgique passe pour la première fois en alerte rouge canicule. Le 24 juillet, le record de température nationale absolue tous mois confondus est battu : il est de 40,2 °C (à Angleur),. Il s’agit alors de la température la plus élevée relevée en Belgique depuis le début des observations en 1833 ; le précédent record national belge était de 38,8 °C (1947,). Cependant, le record est battu dès le lendemain, avec 40,6 °C à la base militaire de Kleine-Brogel, dépassé le même jour avec 40,7 °C à Beitem (nl). Enfin, ce record provisoire est à nouveau battu en fin de journée avec 41,8 °C à Begijnendijk en Région flamande et 41,6 °C à Houyet en Région wallonne. La canicule prit fin le vendredi 26 juillet en Belgique.

#### France

##### Juin en France métropolitaine

Vigilance météorologique de Météo France pour les journées du 27 et 28 juin 2019

Durant la dernière semaine de juin, les journaux nationaux et régionaux informent la population que des températures de 40 à 45 °C sont attendues en Provence, avec une pointe possible à 45 °C à Carpentras, ainsi que dans la région Occitanie,. Une pointe de 46 °C est également possible dans la région Occitanie.
78 départements sont mis en vigilance orange canicule par Météo-France le mercredi 26 juin à 16 h, record historique jusqu'alors.
Le 27 juin 2019 à 16 h, Météo-France place 4 départements du sud de la France en vigilance rouge canicule (Gard, Vaucluse, Hérault et Bouches-du-Rhône), une première dans l'histoire du dispositif de vigilance météorologique français. 76 autres départements sont par ailleurs placés en vigilance orange. Le bulletin de vigilance mentionne qu'un nouveau record mensuel national est établi, avec une température maximale relevée de 43,5 °C à Montclus (30), et avertit qu'en date du 28 juin 2019, les températures « peuvent dépasser 45 °C, valeur encore jamais observée en France métropolitaine ».
La session du brevet des collèges 2019, prévue initialement pour les 27 et 28 juin, est reportée aux 1er et 2 juillet à cause de la chaleur extrême. De plus, pour les élèves n'étant pas disponibles en début juillet à cause de raisons familiales, les conditions pour passer à la session de rattrapage de mi-septembre sont élargies.
Le 28 juin, le record national de température, tous mois confondus, est battu par Vérargues (Hérault) où le thermomètre atteint ce jour-là 46 °C, battant le record de 44,1 °C de Conqueyrac en août 2003. C'est la première fois en France métropolitaine qu'une température atteint les 45 °C. Météo-France confirme la validité de ce record en mentionnant qu'il provient d'une de ses stations conformes à toutes les normes de l'Organisation météorologique mondiale et concorde avec la station de Villevieille des environs qui dépasse aussi 45 °C.
Le même jour, la station de Montpellier-Fréjorgues, en relevant une température maximale de 43,5 °C, bat son record absolu de température maximale de 5,8 °C. Cet écart entre l'ancien et le nouveau record absolu est le deuxième plus grand écart jamais observé dans le monde pour des stations à longue série de mesure. Seul un écart supérieur, à 6,1 °C, a été observé à Steele dans le Dakota du Nord en juillet 1936, le record passant de 43,3 °C à 49,4 °C.
Une marche contre le réchauffement climatique qui doit avoir lieu le 29 juin en Côte-d'Or, entre les villages de Chaux et Bouilland, est annulée à cause de la canicule.
La vague de chaleur dans le Sud-Est de la France se termine le 8 juillet.
La canicule de juin s'est accompagnée d'un pic de consommation d'électricité, exceptionnel pour la saison, avec 59 460 MW le 27 juin à 12 h 40. Ce pic est toutefois très inférieur au pic hivernal : 96 600 MW le 28 février 2018 à 19 h 0.

##### Juillet en France métropolitaine

Vigilance météorologique de Météo France pour les journées du 24 et 25 juillet 2019.

Le 23 juillet 2019, 80 départements sont mis en vigilance orange canicule par Météo-France, un record historique.
Lors d'un épisode bref mais intense, le 24 juillet, 20 départements sont mis en vigilance rouge canicule par Météo-France, un record.
Plusieurs centaines de records pour juillet sont battus :
le 23 juillet 2019Des records de température, tous mois confondus, sont battus dans l'Ouest et en Bretagne intérieure avec 40,1 °C relevés à Rennes, et localement dans le Sud-Ouest avec jusqu'à 42,1 °C à Brive.
le 24 juillet 2019Des records de température, tous mois confondus, sont battus dans le Centre et le Nord-Est de la France.
Le 25 juillet 2019la température à Paris atteint 42,6 °C alors que la température record de la capitale était auparavant de 40,4 °C en juillet 1947. De nombreux records de température sont également battus dans le Nord de la France, avec par exemple 41,5 °C à Lille, où le dernier record datait de juillet 2018 avec 37,5 °C, soit une hausse de 4 °C. C'est la journée la plus chaude à égalité avec le 5 août 2003.
Selon les calculs d'un groupe de scientifiques publiés le 2 août 2019, sans la part des effets des activités humaines sur le climat, cette canicule n'aurait pas été si intense ; les températures auraient été environ 1,5 à 3 °C moins élevées, selon les chercheurs du réseau World Weather Attribution, qui rappellent « La probabilité qu'un tel événement se produise a été multipliée par au moins dix » alors que pour la canicule de fin juin 2019, elle avait été selon le même calcul rendue « au moins cinq fois plus probable » que si l'humain n'avait pas altéré le climat.
La canicule a engendré :
- un pic de consommation d'électricité (à cause de la climatisation) avec 59 715 MW consommés pour la journée de 25 juillet à 12 h 45. Chaque degré supérieur aux températures de saison est associé à une augmentation de 500 MW[67] ;
- « Le premier bilan de Santé publique France fait état de 1435 décès ... Cela représente une hausse de 9,1% par rapport au taux de mortalité normalement attendu à cette période[68] » ;
- des incendies, notamment dans les champs ;
- une pollution supplémentaire par les fumées d'incendies et envols de poussière ;
- des perturbations des transports ferroviaires (tout comme en Belgique, aux Pays-Bas, en Allemagne et au Royaume-Uni) ;
- une exacerbation du stress hydrique : 79 départements ont connu des restrictions d'eau…

#### Luxembourg
Le Luxembourg a battu en juillet son record national de température, tous mois confondus, qui était précédemment de 37,9 °C en août 2013, en atteignant 40,8 °C dans le village de Steinsel.

#### Pays-Bas
Le 25 juin, la plupart des régions intérieures dépassent les 32 °C. L'Institut royal météorologique des Pays-Bas (KNMI) émet un « avertissement jaune » pour de grandes parties du pays en raison de la chaleur, et la Santé publique met également en œuvre le plan national en cas de chaleur extrême. De Bilt, où se trouve le siège du KNMI, enregistre une température de 33,2 °C et des parties d'Uden et de Gueldre enregistrent des températures pouvant atteindre jusqu'à 36,5 °C.
En juillet, les températures montent jusqu'à 38,8 °C dans le Sud du pays, à Gilze en Rijen, et jusqu'à 39,2 °C à Eindhoven. Le dernier record était de 38,6 °C, selon l'Institut royal météorologique des Pays-Bas (KNMI), et datait de l'année 1944. Le record national tous mois confondus est de nouveau battu le 25 juillet, le thermomètre ayant grimpé jusqu'à 40,7 °C à Gilze en Rijen.

#### Royaume-Uni
Le 29 juin, de grandes zones de l'Angleterre, y compris le sud et les Midlands, font face à des températures supérieures à 30 °C, la température maximale enregistrée étant de 34,0 °C à l'aéroport de Londres-Heathrow et à la base aérienne de la RAF de Northolt,.
L'Angleterre bat en juillet son record national de température tous mois confondu, qui est de 38,7 °C dans la ville de Cambridge (l'ancien record était de 38,5 °C en 2003).

### Europe du Nord et de l'Est

#### Finlande
Le 28 juillet, le mercure atteint 33,2 °C à Helsinki, la capitale battant ainsi son record de 1945 qui était de 31,6 °C. L'alerte à la canicule a été déclenchée.

#### Norvège
En juillet, le thermomètre grimpe jusqu'à 35,6 °C dans la ville de Laksfors, égalant le record national, tous mois confondu de 1970. Dans le sud de la Norvège, le thermomètre ne descend pas en dessous de 20 °C ; le pays connaît également des nuits plus chaudes que la normale.

#### Pologne
Le pays enregistre des températures élevées début juin, la plus grande partie du pays dépassant les 30 °C le 12 juin. Comme dans la plupart des pays d'Europe occidentale et centrale, la majeure partie de la Pologne enregistre des températures pouvant atteindre 33 °C le 26 juin. La Pologne dépasse également son précédent record de juin en enregistrant des températures de 38,2 °C à Radzyń.

#### République tchèque
Le record de température pour juin est battu en République tchèque. À Doksany, il a fait 38,9 °C.

#### Suède
La Suède n'est touchée que dans la partie sud du pays, où plusieurs endroits dépassent les 30 °C le 26 juin. Le mercure dépassent ces valeurs dans certaines parties du Scanie et du Småland avec Hörby enregistrant le plus haut maximum à 31,8 °C.
En juillet, c'est au nord du pays que la chaleur frappe : la ville de Markusvinsa enregistre une température de 34,8 °C, la plus haute de l'année dans le pays.

#### Suisse
En Suisse, des records de chaleur sont battus pour le mois de juin dans près de 30 localités à travers le pays. Le 26 juin, les températures atteignent 35,5 °C à Zurich et 35,3 °C à Bâle. Des régions situées à haute altitude dépassent également la barre des 30 °C, avec des températures atteignant 30,3 °C au col des Mosses et à Adelboden dans les Alpes bernoises. MétéoSuisse émet également un risque de « niveau 3 » en raison des températures élevées pour une grande partie du pays, et des régions du Valais et du Tessin, ainsi que la région de Bâle sont exceptionnellement placées au « niveau 4 » (rouge) de l'alerte canicule.
En juillet, 4 jours[Quand ?] de canicule étaient prévus sur le pays, avec des zones en alerte orange canicule ; le thermomètre atteindrait jusqu'à 37 °C. La température à Sion a atteint 38 °C au plus fort de la canicule le 24 juillet ainsi que 37 °C à Genève et 37,5 °C à Bâle le 25 juillet.

## Conséquences

### Décès
- Allemagne : quatre personnes se noient en tentant de se rafraîchir[87] ;
- Belgique : 128 personnes meurent en plus des 2 885 décès attendus durant la période du 21 juin au 2 juillet[88]. Entre le 19 et le 27 juillet, une surmortalité a été enregistrée, avec 400 décès en plus des 2 296 attendus, notamment à Bruxelles, où Sciensano a enregistré jusqu'à 35% de décès supplémentaires[88].
- Espagne : deux personnes meurent durant la canicule, dont un homme de 80 ans qui s'est effondré d'hyperthermie en pleine rue à Valladolid et un adolescent de 17 ans qui a perdu connaissance après avoir plongé dans une piscine à Cordoue[89] ;
- France : Durant l'été 2019, deux canicules ont eu lieu, avec près de 1 500 décès soit dix fois moins que pendant la canicule de 2003 qui avait provoqué 15 000 décès, cette canicule a provoqué 567 décès[2][Passage contradictoire] ;
- Italie : un sans-abri âgé de 72 ans est retrouvé mort à la gare de Milan après avoir souffert d'hyperthermie[87] ;
- Royaume-Uni : un enfant se noie dans la rivière Irwell, dans le Grand Manchester, après avoir plongé pour se rafraîchir par temps très chaud[89].

### Végétation
Dans les régions méditerranéennes françaises, un phénomène important de défoliation est observé sur la végétation à la suite des chaleurs extrêmes du vendredi 28 juin, ce phénomène pouvant s'expliquer par la rapidité de la hausse des températures et par la violence de l'événement. De nombreux dégâts sont notamment constatés dans les vignobles du Gard et de l'Hérault, où des vignes entières sont desséchées par les fortes chaleurs,.

### Mer Méditerranée
Dans le Sud de la France, la mer Méditerranée atteint des températures de 30 à 32 °C près du littoral, un record. Cela est dû aux fortes chaleurs et au record de température fin juin.

### Élevage
Entassés dans des espaces restreints, les volailles d'élevage meurent par centaines de milliers en périodes de canicule. Selon Welfarm, en 2019, la canicule a fait grimper la mortalité de près de 40 % dans les élevages.

### Fonte des glaces au Groenland
La vague de chaleur qui a touché l'Europe atteint fin juillet le Groenland, entraînant une fonte des glaces d'une intensité exceptionnelle : 160 gigatonnes de glace fondent sur le continent, dépassant le record de 2012, ce qui équivaut à 60 millions de piscines olympiques. En outre, durant la seule journée du 1er août, le Groenland perd 11 milliards de tonnes de banquise, ce qui équivaut à 4.4 millions de piscines olympiques, un record.

## Attribution au réchauffement climatique
D'après deux études publiées fin juillet 2019 dans Nature et dans Nature Geoscience, juin 2019 a été qualifié de mois de juin le plus chaud jamais enregistré dans le monde, notamment en raison de la canicule exceptionnelle de juin en Europe. La canicule de fin juillet aurait aussi été de 1,5 °C à 3 °C plus chaude à cause du réchauffement climatique induit par les humains selon les chercheurs du réseau World Weather Attribution. Les études d'attribution estiment que le réchauffement climatique a rendu un tel événement cent fois plus probable qu'en son absence, souligne le sixième rapport d'évaluation du GIEC, paru en 2023,,,.

## Conséquences
En France, le brevet des collèges est décalé de quelques jours et plus de 4 000 écoles sont fermées.